# Jenny Thompson
Jennifer Elisabeth („Jenny”) Thompson, po mężu Cumpelik (ur. 26 lutego 1973 w Dover w New Hampshire) – amerykańska pływaczka. Wielokrotna medalistka olimpijska i mistrzostw Świata, rekordzistka Świata.
Startowała w stylu dowolnym i stylu motylkowym. Na igrzyskach debiutowała w Barcelonie w 1992, ostatni raz wystąpiła w Atenach 12 lat później. Za każdym razem, podczas czterech startów, zdobywała medale (łącznie dwanaście). Wywalczyła osiem złotych krążków w wyścigach sztafetowych, nigdy jednak nie udało się jej stanąć na najwyższym stopniu podium w konkurencji indywidualnej. Wielokrotnie była medalistką mistrzostw świata na długim (dwa razy złoto na 100 m motylkiem) i krótkim basenie. Studiowała na Uniwersytecie Stanforda.
W 1987 otrzymała trzy, w tym dwa złote, medale igrzysk panamerykańskich.

## Rekordy świata
| Data             | Miejsce | Konkurencja             | Rezultat | Status                         |
| ---------------- | ------- | ----------------------- | -------- | ------------------------------ |
| 23 sierpnia 1999 | Sydney  | 100 m stylem motylkowym | 57.88 s  | do 27 maja 2000 Inge de Bruijn |

## Wyróżnienia
- 1998: najlepsza pływaczka na Świecie
- 1993, 1998, 1999: najlepsza pływaczka w USA

## Odznaczenia
- International Swimming Hall of Fame (2009)